# کنوالانین
کنوالانین (به انگلیسی: Convallarin) با فرمول شیمیایی C۳۴H۶۲O۱۱ یک ترکیب شیمیایی است. که جرم مولی آن ۶۴۶٫۴۹۶ g/mol می‌باشد. 